# 高崎裕子
高崎 裕子（たかさき ゆうこ、1948年11月6日 - ）は、日本の政治家。国会議員経験者（参議院北海道選挙区から1期）。弁護士。ペンネームは「高崎ゆう子」としている。また、フェミニストとしても知られる。札幌弁護士会所属。

## 人物
新潟県生まれ。北海道札幌旭丘高等学校卒業。1971年、北海道大学法学部卒業。1976年、司法試験に27歳で合格し、司法修習31期経て1979年に弁護士登録。北海道合同弁護士事務所勤務ののち、たかさき法律事務所を開設。弁護士業の傍ら、労働法制改悪に反対する懇談会世話人や泊・幌延直接請求の会代表委員などを経て、1989年、日本共産党新人として北海道選挙区から出馬し、第15回参議院議員通常選挙で初当選した。日本共産党生活福祉委員会委員長や札幌弁護士会女権委員会副委員長などを務めた。参議院内では、文教委員、産業・資源エネルギー調査会理事、決算委員会理事、運輸委員を務めた。またTBS「クイズダービー」の「野党の委員長と1年生議員大会」で、当時、委員長の不破哲三と出場し見事10万点を達成した。1995年の第17回参議院議員通常選挙では落選した。現在は、弁護士業と講演活動を行っている。

## 家族
- 夫も弁護士で札幌弁護士会元会長の高崎暢。

## 著書
- 『春よこい』（ポプラ書房、1989年）
- 『ゆう子 春みぃーつけた』（ルック、1995年）

ほか多数